# Paula van Rome
Paula van Rome (Rome, 5 mei 347 – Bethlehem, 26 januari 404) was een Romeinse aristocrate in de beginfase van het christelijk monasticisme. Met de kerkvader Hiëronymus stichtte ze een dubbelklooster in Bethlehem. Ze behoorde tot de woestijnmoeders en is door de Katholieke Kerk erkend als heilige. Haar feestdag wordt gevierd op 26 januari.

## Leven
Het meeste wat we over Paula weten komt uit de brieven van Hiëronymus aan en over haar en uit de prologen van zijn bijbelvertalingen en -commentaren. Vooral de postume Ad Eustochium epitaphium sanctae Paulae (brief nr. 108 uit 404) is beroemd. Het is een troostschrift aan haar dochter Eustochium, waarin de meeste ruimte gaat naar een encomium (lofrede) met veel biografische gegevens. De lezer moet voor ogen houden dat Hiëronymus haar naar voren schuift als model van zijn ascetische ideologie en als een heilige martelares die verering waardig is.
Paula stamde uit een oude senatoriale familie die behoorde tot de gens Furii Camilli. Haar ouders waren Blesilla en Rogatus. Ze was ongeveer vijftien jaar oud toen ze trouwde met de senator Iulius Toxotius, met wie ze vijf kinderen kreeg: de dochters Blesilla, Paulina, Eustochium en Rufina, en de zoon Toxotius. Ze leidde een leven dat bij haar stand paste, met zijden kledij en eunuchslaven die haar in een draagstoel vervoerden. Uiterlijk in 379/380 stierf Toxotius.
De 32-jarige weduwe ging zich steeds meer voor het christendom interesseren en begon met haar dochters enthousiast te participeren in de semi-monastieke kring rond Marcella. Ze deden in kleine gemeenschappen aan gebed, versterving, studie en liefdadigheid. In de zomer van 382 ontmoetten ze de geleerde asceet Hiëronymus. Deze priester was in het gevolg van de bisschoppen Epifanios van Salamis en Paulinos van Antiochië naar Rome gekomen. EEpifanios logeerde bij Paula en misschien maakte ze zo kennis met Hiëronymus. Hij kon de christenvrouwen vertellen over het monastieke woestijnleven dat Antonius van Egypte op gang had gebracht, en hielp hen met bijbelexegese door terug te gaan naar de Hebreeuwse teksten. Paula, die zoals de andere vrouwen al Grieks kende, leerde nu ook Hebreeuws.
In 384 stierf Paula's dochter Blesilla. Ze had zich nog maar vier maanden bekeerd en was volgens sommigen bezweken aan excessief vasten. Hiëronymus moedigde de rouwende moeder aan om, zoals Melania de Oude, vertroosting te zoeken in het Heilig Land. Door harde discussies over leerstellingen en kritiek van patriciërs op zijn propageren van maagdelijkheid en aalmoezen, wat als familieondermijnend werd gezien, verliet Hiëronymus in augustus 385 Rome. Uit een brief waarin hij zich verdedigde blijkt dat er ook beschuldigingen waren van seksueel ongepast gedrag in verband met Paula. Na enkele weken reisde ze hem achterna met Eustochium en liet ze dus haar andere kinderen achter. Hiëronymus had haar daarin aangemoedigd en maakte de vergelijking met het offer van Abraham. Hij schrijft dat ze haar zoontje Toxotius wenend achterliet op de kade. Paula en haar gezelschap vervoegden Hiëronymus wellicht in Salamis op Cyprus, vanwaaruit ze samen een pelgrimstocht ondernamen naar de heilige plaatsen in Palestina en in de Egyptische woestijn. Hun route liep over Antiochië, Jeruzalem (waar ze verbleven in het monastieke complex van Melania de Oude en Rufinus op de Olijfberg), Alexandrië en Nitria.
Na ongeveer een jaar begonnen ze met de bouw van eerst een mannen- en dan een vrouwenklooster nabij de Geboortekerk in Bethlehem. De middelen waren afkomstig uit het fortuin van Paula. Er was ook een gasthuis verbonden aan het complex. Na drie jaar waren de werkzaamheden gereed. De instelling had een afdeling voor de monniken en een afdeling voor de nonnen. Die laatste werd geleid door Paula en was naar stand verder onderverdeeld in drie groepen. Arbeid en maaltijden verliepen gescheiden, maar bidden deden de mannen en vrouwen gezamenlijk. Het huis van Paula en Hiëronymus trok christenen uit streken zo ver als Ethiopië, Perzië en India. Sommige ervaringen waren negatief, zoals de "Edomitische Adar" die haar vervolgde, maar ze weigerde om die reden Bethlehem te verlaten. Behalve met het besturen van haar gemeenschap en het beoefenen van ascese, hield Paula zich vooral bezig met exegese. Hiëronymus, die bezig was met de Vulgaat, droeg meer dan tien vertaalde bijbelboeken aan haar op. Wellicht had ze een inbreng in dit vertaalwerk.
Uit een bedelbrief die Hiëronymus in 398 schreef, blijkt dat het vermogen van Paula tegen die tijd grotendeels gespendeerd of weggegeven was. In het jaar 404 overleed ze. Hiëronymus liet haar begraven in de crypte onder de constantijnse Geboortekerk in een compartiment naast de nativiteitsgrot. Op deze rustplaats bracht hij een grafschrift aan. Haar onafscheidelijke dochter Eustochium volgde haar op aan het hoofd van de vrouwengemeenschap, die toen volgens Palladius een vijftigtal leden telde.

## Cultus
In het jaar van Paula's dood schreef Hiëronymus zijn epitaaf (brief nr. 108) om haar dochter te troosten en haar verering te stimuleren. De dood van Paula had hem diep geraakt: meer dan twintig jaar was hij haar mentor geweest en zij zijn patroon, toegewijde leerling en monastieke gezel.
Eind 13e eeuw wijdde Jacobus de Voragine een hoofdstuk van zijn populaire Legenda aurea aan Paula. Ze werd medepatrones van de in 1377 opgerichte orde van de hiëronymieten, die een vrouwelijke tak kreeg.

## Voetnoten
1. ↑  Geboortedatum gebaseerd op de leeftijd die Paula volgens Hiëronymus had bij overlijden: 56 jaar, 8 maanden en 21 dagen (zie Cain 2013, p. 30)
2. ↑  Ze wordt vermeld in achttien brieven, voornamelijk in de nrs. 22, 30, 33, 39, 45, 46, 48, 54, 60, 108 en 127 (CSEL)
3. ↑  Cain 2013, p. 15
4. ↑  Dat beweerde althans Hiëronymus: zie Cain 2013, p. 313
5. ↑  Cain 2013, p. 26 en 452
6. ↑  Paoli 1994, p. 249

- Bibliothèque nationale de France: cb124051447 (data)
- Catàleg d'autoritats de noms i títols de Catalunya: 981058513526306706
- Gemeinsame Normdatei: 118789910
- International Standard Name Identifier: 0000 0001 2131 4867
- Library of Congress Control Number: n85224839
- Nationale Bibliotheek van Israël: 987007266339605171
- Nationale Bibliotheek van Polen: a0000001928784
- Nederlandse Thesaurus van Auteursnamen: 090404300
- Système universitaire de documentation: 033156131
- Virtual International Authority File: 47558083
- WorldCat: E39PBJf4ccXWDmTQyVPw67qWjC